# 小沢仁志
小沢 仁志（おざわ ひとし、1962年〈昭和37年〉6月19日 - ）は、日本の俳優・映画監督・プロデューサー・YouTuber。東京都出身。身長180cm。監督や企画、脚本での名義はOZAWA。2018年6月にエイベックス・マネジメントと業務提携、その後完全に移籍。2025年現在、『日本統一』シリーズ（川谷雄一 役）などに出演中。2017年から2023年2月までドカントドットコムにて「小沢アニキの人生相談」連載。俳優の小沢和義は実弟。

## 経歴
- 渋谷区立代々木中学校卒業。
- 1981年- 駿台学園高等学校卒業。
- 1983年- 『太陽にほえろ!』〈日本テレビ〉第558話「疾走24時間」に犯人役で出演し俳優デビュー。
- 1984年- TBSドラマ『スクール☆ウォーズ』に水原亮役で出演して本格的にデビュー。
- 1984年- 加藤文彦監督の日活ロマンポルノ『ひと夏の出来こころ』で映画初出演。
- 1985年- 那須博之監督映画『ビー・バップ・ハイスクール』で敵役・ヘビ次を演じた事がきっかけとなり、同シリーズ三作目『高校与太郎行進曲』（1987年）から主人公二人組（ヒロシ&トオル）の仲間である北高校番長・前川新吾に扮し、以後、同シリーズの完結編（1988年）まで同役でレギュラーを務める。
- 1988年- 村上修監督の日活ロマンポルノ『BU・RA・Iの女』で初主演。
- 1990年- 北野武監督映画『3-4X10月』に出演。事件の発端となる暴力団大友組組員・金井を演じる。
- 1992年- TBSドラマ『ずっとあなたが好きだった』に出演。
- 1994年- オリジナルビデオ作品『愛という名の銃弾』（1993年）で知り合った映画監督・室賀厚と意気投合して500万円の予算でクエンティン・タランティーノ監督作『レザボア・ドッグス』をモチーフにしたオリジナルビデオ作品『ザ・ワイルドビート/裏切りの鎮魂歌』を完成（主演）。同作を売るために前々からコンタクトのあった松竹の奥山和由プロデューサーにコメントをもらいに伺ったところ、同作を基にした映画製作に進展する。
- 1995年- 室賀厚監督による制作費3000万円のアクション映画『SCORE』が完成。本作では初めてプロデュースも兼ねて主演。同作品で第50回毎日映画コンクールのスポニチグランプリ新人賞（室賀厚監督）、第17回ヨコハマ映画祭新人監督賞&審査員特別賞（『score』軍団こと出演俳優陣）を受賞。
- 1997年- 松竹富士『殺し屋&嘘つき娘』で映画初監督。
- 1999年-『SCORE』の続編となる『SCORE2 THE BIG FIGHT』を監督・主演を務める。同作で初めてOZAWA名義の監督名を使用する。三池崇史監督映画『DEAD OR ALIVE 犯罪者』に出演。
- 2000年- 阪本順治監督映画『新・仁義なき戦い。』に出演。佐橋組若頭補佐・斎木保を演じる。
- 2006年- バラエティ番組『ダウンタウンDX』に初めてゲスト出演。
- 2007年- 『素浪人 月影兵庫』〈テレビ朝日〉にテレビでの初の時代劇ドラマに出演。主役の松方弘樹の強い推薦で月影兵庫の相方である焼津の半次役に抜擢される。俳優歴25周年記念作品として、主演映画『太陽が弾ける日』が公開された。
- 2013年- NHK大河ドラマ『八重の桜』に出演。長州藩士・世良修蔵を演じる。(大河ドラマ初出演)
- 2016年- Ｖシネマ等で何度も共演してきた俳優・白竜との初めての共著による〝異色″の人生処世術『顔で語るか、背中で語るか。』(徳間書店)を出版(11/18)。
- 神戸市長田区にて行われる夏の恒例行事地蔵盆に白竜、貴闘力など有名人を連れて参加していた。
- 2021年- 59歳の誕生日にYouTubeチャンネル『笑う小沢と怒れる仁志』を開設。
- 2022年- 12月9日に、小沢仁志還暦記念・小沢仁志製作総指揮・主演アクション映画『BAD CITY』をロケ地である福岡県で先行上映[8][9][10][11][12][13][14]。2023年1月20日より東京・新宿ピカデリーほか全国で順次公開される。2022年7月1日よりスイスで開催されるヌーシャテル国際ファンタスティック映画祭のAsian Competition部門 招待作品[11]。
- 2025年- 7月30日、自らの半生を振り返りながら、その生き様を綴った初エッセイ『波乱を愛す』(KADOKAWA)を発売。

## 人物
- 「顔面凶器」の異名を取る[15]。その由来は、テレビ番組『笑っていいとも!』（フジテレビ）に出演した中野英雄が共演作で小沢が映っているポスターをタモリに見せたところ、「これはもう、顔面暴力ですよ」と言ったことが始まりで、それが転じて「顔面凶器」に変換されて定着した[16]。
- 空手2段、剣道・柔道初段の腕前[17][2]。
- 趣味は日なたぼっこ[17][2]と町中華廻り。小沢の町中華の原点は、中高時代にアルバイトをしていた「万寿山」（中野区）である[18]。地方に行くといつもネットで町中華の店を調べている[19]。
- 東京都新宿区百人町で生まれ（隣接する歌舞伎町を俺の生まれ故郷としている）[1]、引っ越しを経て世田谷区や渋谷区幡ヶ谷など都内で幼少期・少年時代を過ごした。中野には20年ほど住んでいた。父はデザイン会社を経営しており、東レやジョンソン綿棒のCMやカレンダーを手掛けていた[20]。
- 子どもの頃はプロ野球選手に憧れており、巨人志望だった[21]。高校で野球部に入部したが1年の時に3年生と喧嘩沙汰を起こし退部になった[21]。デビュー後は草野球を愛好し、2020年現在は、山口祥行や本宮泰風、寺島進、勝矢、野村祐人、やべきょうすけら俳優で野球チーム「ブルドックス」を結成し試合を行っている。最古参メンバーは寺島で、2023年1月現在の小沢の背番号は17番[21][22]。撮影で肩の筋肉を切ったことがあるが1か月後には上から投げられるようになって、2020年2月現在、120キロ出る[23]。
- 野沢直子とは同じ中学校の同級生で、1年生の時に同じクラスだった[24]。2016年7月9日放送の『特盛!よしもと 今田・八光のおしゃべりジャングル』（読売テレビ）で野沢と一緒にゲスト出演し、このことを初めて明かした[25]。野沢によると、小沢は中学生で既にパンチパーマだった[24]。その後、2018年9月8日放送『極上空間 小さなクルマ、大きな未来。』に2人で出演している[26]。また、野沢の友達と付き合っていた。卒業式で後輩の女子生徒から制服のボタンを全て持っていかれたという[27]。
- 高校生の時に千葉真一のJACの門をたたいたが、当時はまだ高校生の枠がなく「卒業したらおいで」と言われて断られた[21]。
- 高校時代、ルート20に所属していた友達から極悪との喧嘩に助っ人依頼されて参加し、100対100で戦ったことがあるという。
- 高校卒業後、2年間は売り込みのために劇団などを回っていた[21]。この2年の間に東映を訪れたところ、偶然にも受付の前を東映傘下の製作プロであるセントラル・アーツ代表の黒澤満が通りかかり、喫茶店で1時間ほど話を交わしたものの結局断られたという[21]。その後、映画『ビー・バップ・ハイスクール』のオーディションで黒澤満と再会した[21]。また、小沢が東映で初めてVシネマ主演を果たしたのはセントラル・アーツ作品だった[21]。
- 正式にプロとして芝居をやり始めたのは20歳で、夏木陽介の主宰する夏木プロダクションに所属。初のテレビ出演はテレビドラマ『太陽にほえろ!』で、役柄は犯人B役だった[21]が、その撮影現場で監督を殴ってしまう。その監督は夏木の懇意だったことから彼の怒りを買い、しばらく夏木の付き人に回された[21]。2回目の『太陽にほえろ!』の撮影現場では、プロデューサーから「待ってろよ、迎えに来るから」と言われたまま焼け焦げた車の横で3時間置いてきぼりにされたことから、プロデューサーに対して再び殴打沙汰を起こす。3回目の同作の出演では、ゲスト主演となった小沢は舐められないために先手を打つべくサングラスを着けてスタッフルームを足で蹴破り、「ゲスト主演の小沢です。よろしく」と挨拶をした[21]。現場では40キロほどで走行中の車を距離を保って追いかけるシーンの撮影中、スタッフから「距離を保てって言ってるだろう」「うちのレギュラー陣はみんな40キロで走るんだよ」と怒鳴られた。その最中に石原裕次郎が現れ、「お前か、監督に楯突く生意気なガキがいるっていうから顔を見に来た」とニヤッと笑みを投げかけたという[21]。
- 松田優作と喧嘩をしたことがある[28]。
- 東映京都撮影所での初仕事は映画『新・仁義なき戦い。』で、太秦の俳優会館にある「スターしか下りてはいけない」とされる階段を下りていたところ、大部屋俳優から叱責を受けた[21]。ちょうど吉永小百合が階段を下りてきて「喧嘩はダメよ」と笑って注意されその場は収まった[21]。小沢の前には哀川翔が同じ件で大部屋俳優から叱責されている[21]。
- 激しいアクションシーンをほとんどスタントマンを使わずに自ら演じている[29]
- 2021年5月現在、これまで格闘シーンやアクションシーンで骨折（手、足、脇腹、鼻など）した数は48回である[16][30]。その後、映画『BAD CITY』の撮影でも骨折している[31][32]。
- 映画『SCORE2 THE BIG FIGHT』（1999年）の撮影で、遊園地のジェットコースターを寸前でかわすシーンで、かわしきれず臀部を轢かれた[33]。
- プライベートで訪れたフィリピンで、トイレで用をたしていたら強盗に銃（ガバメント）を突きつけられて、「こっちを向け」と言われたので両手を挙げて振り向いたら相手のビーチサンダルに小沢の小便がかかり、犯人が下を向いた瞬間に銃を取り上げて解体したことがある[23][34]。目隠しの状態でもガバメントやベレッタを5秒で解体できるという[23]。
- 銃を扱う撮影シーンが多いことから海外の特殊部隊と一緒に訓練したことが何度もあり[23]、フィリピンの特殊部隊と実弾で何万発も訓練したことがある[34]。
- フィリピンの将軍と仲が良く、『海賊仁義』（2005年）の撮影で協力してもらい戦車や一個小隊を相手に戦った[23]。小隊が使用した実銃は空砲だったが、戦車は実弾だったため、砲撃シーン撮影では本物の爆風で吹っ飛んだ[23]。
- 実録モノの組長役を演じるために1カ月で体重を35kg増やしたことがある[29][35]。
- 実弟の和義とは共演作が多数ある。仁志も和義も東京ディズニーランド好きだが2020年2月現在一緒に行ったことはない[29]。仁志のお気に入りのアトラクションはイッツ・ア・スモールワールド[36]。
- 2000年代に入ると白竜、竹内力、哀川翔とともに「Vシネマ四天王」と呼ばれ、2019年現在の称号は「Vシネマの帝王」[37]。
- 2020年現在、実家で猫を飼っており、ペットショップに寄ってペットフードなど色々買うことがある[29]。
- 2021年5月現在、劇中で殺した人数は2000人以上[16]。
- かつては夏木プロダクション、Movie Gang Production（MGP）、ワールドムービープロダクション、ヴィランズに所属していた。
- OZAWA名義で監督や企画、脚本を担当する作品がある（『SCORE2 THE BIG FIGHT』『デコトラ外伝 男人生夢一路』『龍虎兄弟』『実録・沖縄やくざ戦争 いくさ世30年』『二代目はニューハーフ』『BAD CITY』など）。
- 野球が好きで球団では読売ジャイアンツのファンで元木大介と仲がいい。選手では大谷翔平選手の大ファン。ゲームのプロ野球スピリッツAをプレイしている。
- 婚姻歴があり娘が2人いる[38][39]。
- 「死ぬまでフリー」宣言しており、好みについては「20歳から人によるけど40ぐらいまで」である[38]。
- 2023年8月現在、愛車はマスタング GT[40]。
- パイプカットしている[41]。

## ベスト名画
- 1999年のキネマ旬報のオールタイムベスト企画で、小沢仁志が選んだオールタイムベスト作品（下記など）[42]。
  - 邦画
    - 黒澤明『七人の侍』『蜘蛛巣城』『用心棒』
    - 野村芳太郎『砂の器』
    - 深作欣二『仁義なき戦い』『仁義の墓場』『蒲田行進曲』
    - 長谷川和彦『太陽を盗んだ男』
    - 平山秀幸『愛を乞う人』

  - 洋画
    - チャールズ・チャップリン『黄金狂時代』
    - ルキノ・ヴィスコンティ『ベニスに死す』
    - セルジオ・コルブッチ『続・荒野の用心棒』
    - ジョン・スタージェス『大脱走』
    - フランシス・F・コッポラ『ゴッドファーザー』
    - デヴィッド・リーン『アラビアのロレンス』
    - サム・ペキンパー『ワイルドバンチ』
    - アラン・パーカー『ミッドナイト・エクスプレス』
    - ウディ・アレン『カイロの紫のバラ』

## 主な出演

### テレビドラマ
- 太陽にほえろ!（日本テレビ）
  - 第558話「疾走24時間」（1983年5月27日放送） - 犯人B（赤ネクタイ）
  - 第638話「危険なふたり」（1985年2月22日放送） - 江口孝
  - 第716話「マイコン、疾走また疾走」（1986年10月31日放送） - 滝本（暴走族「スケルトン」幹部）
- スクール☆ウォーズ（1984年10月6日 - 1985年4月6日放送、TBS） - 水原亮
- 乳姉妹（1985年4月16日 - 10月29日放送、TBS） - 長田猛
- 特命刑事ザ・コップ（1985年6月28日放送、ABC） - 梅田
- ポニーテールはふり向かない 第23話「今 閉ざされた時が終る」（1986年3月22日放送、TBS） - 漁師
- 誇りの報酬 第19話「芹沢刑事・怒りの追跡」（1986年2月16日放送、日本テレビ） - 尾藤克明
- スケバン刑事II 少女鉄仮面伝説 第10話「雪乃涙の純愛物語です」（1986年1月16日放送、フジテレビ） - 大杉隆夫
- ジャングル 第35話（最終回）「磯崎刑事殉職」（1987年12月25日放送、日本テレビ） - 大北
- 大都会25時 第16話「熱い夜最も危険なゲーム」（1987年8月5日放送、テレビ朝日）
- 結婚してシマッタ!（1988年6月29日 - 8月8日、TBS）
- Hello! Good bye. ハロー!グッバイ 第16話「刑事は美女をスキになる」（1989年8月18日放送、日本テレビ）
- 月曜ドラマスペシャル（TBS）
  - 消された航跡（消された航海）（1989年10月9日放送）
  - 西村京太郎サスペンス 西鹿児島駅殺人事件 危険なラブレターを残して去った謎の女（1993年1月18日放送）
  - 水上署の源さん 東京運河 - 信州斑尾高原連続殺人事件（1999年2月22日放送） - 大城刑事課長
  - 片平なぎさサスペンス カードGメン・小早川茜（2000年3月20日放送） - 野村公三
- びんた（1990年1月9日 - 3月27日、TBS） - 警官
- 横溝正史傑作サスペンス・犬神家の一族（1990年3月27日、テレビ朝日） - 犬神佐智
- 世にも奇妙な物語 / 闇の精霊たち（1990年5月3日、フジテレビ）
- 土曜ワイド劇場（テレビ朝日）
  - 洞爺湖殺人事件 寝台特急「北斗星」への招待状 カメラアングルは告発する!（1990年9月8日放送）
  - 悪女の季節 華麗な変身をとげた白い肌の完全犯罪!ビデオカメラが覗いた…（1990年12月15日放送）
- 火曜サスペンス劇場（日本テレビ）
  - 人生相談殺人事件 私はレイプされた!ワイドショーの衝撃告白に隠されたOLの復讐（1990年9月11日放送）
  - フルムーン旅情ミステリー(3)能登半島殺人事件（1991年1月8日放送）
- 代表取締役刑事 第15話「特別な一日」（1991年2月3日放送、テレビ朝日）
- ハイスクール大脱走（1991年1月9日 - 3月27日、テレビ東京）
- 刑事貴族2 第21話「間違えられた犬」（1991年2月3日放送、日本テレビ）
- ルージュの伝言 VOL.8「リフレインが叫んでる」（1991年5月22日放送、TBS） - 博幸
- 検事・若浦葉子 第9話「証言逆転・殺された私の息子を返して!」（1991年6月8日放送、日本テレビ）
- 金曜ドラマシアター（フジテレビ）
  - 下町女の事件簿・浅草雷門殺人事件（1991年9月20日放送）
- ポールポジション!愛しき人へ…（1992年1月8日 - 3月18日放送、日本テレビ）
- 裏刑事-URADEKA- 第4話「操られた少年殺人チーム」（1992年5月5日放送、朝日放送）
- 沖縄恋唄 マングローブの島の女（1992年6月8日放送、関西テレビ）
- ずっとあなたが好きだった（1992年7月3日 - 9月25日放送、TBS） - 中井健治
- 七人の女弁護士（第3シリーズ） 第2話「産婦人科女医殺し! 家政婦が見た診察室の秘密…」（1993年1月14日放送、TBS）
- はだかの刑事 第30話「俺の愛したこの街で」（1993年9月24日放送、日本テレビ）
- 将太の寿司 第1話「究極の大トロ!! 父と子の涙」（1996年4月19日放送、フジテレビ）
- はみだし刑事情熱系(Part3) 第16話「広域vs本庁! 涙の捜査・撃たれた婚約者」（1999年1月27日放送、テレビ朝日）） - 伊達文彦刑事
- ザ・ハングマン MISSION 2000（1999年4月3日放送、朝日放送）
- 金曜エンタテイメント（フジテレビ）
  - 最後のストライク 〜炎のストッパー津田恒美・愛と死を見つめた直球人生（2000年7月28日放送） - 山崎隆造
  - おだまりコンビ3 芸能界殺しのオルゴール（2000年10月6日放送）
- 1エピソード5分ショートドラマ傑作選 スパイ道「Lip of Spy」（2005年3月23日、BS-i）
- 生き残れ（2005年5月4日、NHK） - 綿貫隆
- エリートヤンキー三郎（2007年4月13日 - 6月29日、テレビ東京） - 大河内一郎
- 素浪人 月影兵庫（2007年7月17日 - 9月11日、テレビ朝日） - 焼津の半次
- 東京少女セピア編「入れ替わり少女」（2007年9月20日、BS-i） - 板野
- 検事・鬼島平八郎（2010年10月22日- 12月3日、朝日放送・テレビ朝日） - 和久井雄二
- デカワンコ 第8話「コレって最終回!?」（2011年3月5日放送、日本テレビ）
- 全開ガール（2011年7月11日 - 9月19日、フジテレビ） - 鷲津
- めしばな刑事タチバナ（2013年4月10日 - 7月3日、テレビ東京） - 城西署刑事課長 韮澤
- 八重の桜（2013年、NHK大河ドラマ） - 世良修蔵
- ナイトヒーロー NAOTO（2016年6月17日） - 本人
- ドラマ10　水族館ガール（2016年6月17日 - 9月2日、NHK） - 大原
- ドラマ24　侠飯〜おとこめし〜（2016年7月15日 - 9月23日、テレビ東京） - 桃井
- 闇の法執行人 第4～6話（2017年9月、J:COMプレミアチャンネル） - 国会議員 青柳
- 今からあなたを脅迫します（2017年10月5日 - 12月17日、日本テレビ） - 不破鉄男
- 極道めし（2018年7月14日 - 9月22日、BSジャパン） - 荒木健作
- BACK STREET GIRLS -ゴクドルズ-（2019年、TBS） - 小黒田組組長 小黒田徹
- すじぼり 第10話（2019年8月9日、U-NEXT） - 侠和会会長 川谷雄一
- 大富豪同心（2019年5月10日 - 7月12日、NHK BSプレミアム / 10月5日 - 、NHK総合） - 沢田彦太郎（内与力）
  - 大富豪同心スペシャル（2024年12月〈予定〉、NHK BSプレミアム4K）[43]
- 風の向こうへ駆け抜けろ（2021年12月18日・25日、NHK総合）[44] - 緑川厩舎 厩務員山田源治（ゲンさん）
- 日本統一 北海道編（2022年、UHB北海道文化放送） - 三代目侠和会会長 川谷雄一
- 今日からヒットマン 第3話（2023年11月10日、テレビ朝日） - コンビニ総本部 本部長 将軍[45]

### 映画
- ひと夏の出来ごころ（1984年7月13日公開、にっかつ） - 武内浩二 ※映画初出演
- ビー・バップ・ハイスクール シリーズ（1985年 - 1988年、東映、那須博之監督）
  - ビー・バップ・ハイスクール（1985年12月14日公開） - 戸塚水産高校 中村竜雄（ヘビ次）
  - ビー・バップ・ハイスクール 高校与太郎行進曲（1987年3月21日公開） - 北高校 前川新吾
  - ビー・バップ・ハイスクール 高校与太郎狂騒曲（1987年12月12日公開） - 北高校 前川新吾
  - ビー・バップ・ハイスクール 高校与太郎音頭（1988年8月6日公開） - 北高校 前川新吾
  - ビー・バップ・ハイスクール 高校与太郎完結篇（1988年12月17日公開） - 北高校 前川新吾
- 南へ走れ、海の道を!（1986年8月30日公開、松竹富士） - 安
- ちょうちん（1987年5月23日公開、東映） - 哲
- 四月怪談（1988年3月19日公開、ヘラルド・エース=日本ヘラルド映画） - 葬儀社の男
- BU・RA・Iの女（1988年4月23日公開、にっかつ） - 園田秋男
- 疵（1988年9月3日公開、東映、企画：安藤昇） - 平本進
- クレイジーボーイズ（1988年10月29日公開、松竹） - 三島誠
- 螢（1989年2月18日公開、東映） - ひろし
- 右曲がりのダンディー（1989年8月12日公開、東映） - 池上
- 3-4X10月（1990年9月15日公開、松竹、監督：北野武） - 大友組組員 金井
- ゴールドラッシュ（1990年12月22日公開、東映） - タニ
- ふざけろ!（1991年6月29日公開、松竹） - 堺光男
- 代打教師 秋葉、真剣です!（1991年8月31日公開、東映） - 秋葉真介
- ガッデム!!（1991年11月22日公開、ジャパンホームビデオ） - 岡本（ヤクザ）
- 打鐘（1993年6月26日公開、ヒーロー） - 佐々木数正（伝説の競輪選手）
- SCORE（1995年12月11日公開、松竹富士） - 主演・チャンス / プロデュース：小沢仁志
- おかえり（1996年2月10日公開、ビターズ・エンド） - 公園の家族
- 殺し屋&嘘つき娘（1997年8月30日公開、松竹富士） - 主演・殺し屋 ジョーカー / プロデュース・監督・脚本：小沢仁志
- くノ一忍法帖 柳生外伝[46]（1998年7月11日公開、キングレコード、スーパーバイザー：寺沢武一） - 主演・柳生十兵衛 / 監督・共同脚本：小沢仁志
- 凶犯（1999年7月17日公開、ビジョンスギモト） - 諏訪
- SCORE2 THE BIG FIGHT（1999年10月30日公開、松竹） - 主演・ジャック / 監督：OZAWA
- DEAD OR ALIVE 犯罪者（1999年11月27日公開、大映） - 佐竹誠二
- 痴漢の指2 不倫妻みだらな挑発（1999年12月24日公開、神野太監督）
- 突破者太陽傳（2000年5月27日公開、大映、高橋玄監督） - 松田籐吉
- 新GONIN（2000年9月2日公開、シネマパラダイス） - 神埼辰夫
- 京浜抗争史外伝 最後の組長（2000年10月28日公開、東映ビデオ） - 東竜会 藤巻直也
- 新・仁義なき戦い。（2000年11月25日公開、東映） - 佐橋組若頭補佐 斎木保
- 九州マフィア外伝（2001年5月11日公開、アーバンタイムス） - 主演・菊池直人（クロウ）
- 実録・夜桜銀次（2001年10月20日公開、東映=東映ビデオ） - 木元良治
- 獅子の血脈（2001年11月10日公開、グルーヴコーポレーション） - 連心会幹事長補佐行動隊長 尾関勝利
- モウ翔ブ夢ハ見ナイ（2002年2月16日公開、エクセレントフィルム） - 城戸総次郎
- 修羅の群れ 第三部 完結編 大抗争列島（2002年2月16日公開、ミュージアム） - 東方会会長 町村久行
- 荒ぶる魂たち（2002年3月30日公開、大映） - 白根組幹部（※主将）
- 今昔伝奇 座敷童 百物語（2002年7月20日公開、グルーヴコーポレーション） - 浪人
- 龍虎兄弟（2002年11月30日公開、アースライズ） - 猛（弟）/ 監督・共同脚本：OZAWA
- OKITE やくざの詩（2003年3月22日公開、東映ビデオ） - 日下実
- ALIVE（2003年6月21日公開、クロックワークス） - 囚人
- フィールズ・エンジェル（2004年6月12日公開、2004マジカル）
- ムーンライト・ジェリーフィッシュ（2004年8月7日公開、ポニーキャニオン） - 柿沢健一
- 龍神 LEGENDARY DRAGON（2004年12月11日公開、アルファワークス） - 警視庁組織対策部 組織対策課警部 佐野清隆（※友情出演）
- KARAOKE-人生紙一重-（2005年5月14日公開、エクセレントフィルム=リベロ） - 佐倉繁典
- 猿飛佐助II 闇の軍団（2005年9月24日公開、シネマパラダイス） - 石川五右衛門
- 戦 IKUSA（2005年10月1日公開、バイオタイド） - 山科龍源
- 悪 WARU（2006年2月25日公開、真樹プロダクション）
- かにゴールキーパー（2006年5月27日公開、BBMC） - 隆二
- ここにいる 廃墟都市伝説（2006年6月3日公開、クリエイティブ・ファッツ） - 島田（医師）（※友情出演）
- FM89.3MHz（2007年1月27日公開、AMGエンタテインメント） - 主演・大川組組員 工藤準次（ラジオDJ）
- LOVEDEATH ラブデス（2007年5月12日公開、デスペラード）
- 無認可保育園 歌舞伎町 ひよこ組!（2007年10月1日公開、楽映舎） - 主演・大川組組員 工藤準次（保育園園長）
- 太陽が弾ける日（2007年11月10日公開、MGP） - 主演・トニー ※小沢仁志 俳優歴25周年記念作品
- 観察 永遠に君を見つめて（2007年11月10日公開、AMGエンタテインメント） - 出版社編集長 浅井正
- カクトウ便 Vol.3「そして、世界の終わり」（2008年3月29日公開、クレイ） - 松戸世界平和研究センター総裁 松戸博士
- インモラル 〜凍える死体〜（2008年6月21日公開、MGP、原作マンガ：坂辺周一『インモラル 性犯罪捜査官』） - 伊藤刑事 / 監督・脚本: OZAWA
- 激情版 エリートヤンキー三郎（2009年2月28日公開、東映） - 大河内一郎
- 女子高生ゾンビ（2010年3月20日公開、GUILD） - 包帯グルグル巻き男（※特別出演）
- 首領を殺れ（2010年7月31日公開、メディア・ワークス） - 半澤組若頭 忍足
- お前の母ちゃんBitch!（2010年9月25日公開、アルゴ・ピクチャーズ） - 愛人（※特別出演）
- 人生逆転ゲーム（2010年） - 春川ミツ江の借金取り（ヤクザ）
- 忍たま乱太郎（2011年7月23日公開、ワーナー・ブラザース映画＝松竹配給） - ドクササコ忍者・太郎
- マッドドッグ（2011年10月22日公開、オールインエンタテインメント、監督：辻裕之） - 主演・テツ
- 目を閉じてギラギラ(2011年10月22日公開）
- 外道坊（2011年8月11日、オールインエンタテインメント） - 主演・ 外道坊
- 修羅の花道（2012年1月14日公開） - 鶴政会石田組幹部 宮友廣志（石田隆匡の舎弟）
- 追跡者〜SHOT GUN〜（2012年5月5日公開） - 主演・黒木組組長 黒木
- 武蔵野線の姉妹（2012年11月17日公開） - モンテスキューシャチョウ
- 報復への道（2012年12月15日公開、メディア・ワークス） - 久松組系荒居組組員 イソガイ
- 荒らぶる侠（2013年1月26日公開） - 五代目十束組組長 金本（三代目十束組組長の実子）
- 二代目はニューハーフ（2013年5月25日公開） - 主演・巽一家若頭 サオトメ竜 / 監督・企画・脚本：OZAWA
- 新大久保物語（2013年11月16日公開）
- 修羅の伝承 荒ぶる凶犬（2014年3月29日公開、オールインエンタテインメント） - 虎誠会相談役 藤堂
- 兄弟挽歌（2014年4月19日公開、オールインエンタテインメント） - 高島組 熊代
- 鷲と鷹（2014年5月24日公開、オールインエンタテインメント） - 刑事
- アンダーフェイス（2014年6月20日公開、オールインエンタテインメント） - 徳田
- 25 NIJYU-GO（2014年11月1日公開） - 田神組組長 田神龍一
- Zアイランド（2015年5月16日公開） - 竹下組組長（※友情出演）
- CONFLICT 〜最大の抗争〜（2016年5月28日公開） - 主演・天道会若頭 鷲尾組組長 鷲尾一馬
- 覇王 凶血の系譜I II（2016年7月30日公開） - 十二代目内藤新宿一家総長 鷲尾軍司
- ハルをさがして（2016年8月6日公開） - 強面のおじさん
- 帰ってきたバスジャック（2017年7月8日公開） - サングラスの男
- 聖域 組長の最も長い一日（2018年5月18日） - 三阪会幹部 ノウミ
- 外道憤砕（2018年7月25日） - 主演・龍文字一家総長 龍文字誠剛（喫茶店のマスター 秀さん）
- 侠の絆（2018年） - 藤澤組若頭 新里剛
- イマジネーションゲーム（2018年7月28日公開） - 渡辺将之
- BACK STREET GIRLS -ゴクドルズ-（2019年2月8日、東映） - 小黒田組組長 小黒田徹
- BUGS（2019年5月25日公開） - 川俣文太
- デリバリー（2019年6月29日公開） - 兵藤勉
- HiGH&LOW THE WORST（2019年10月4日公開、松竹、原作：髙橋ヒロシ） - 関雅虎
- 東京ドラゴン飯店（2020年8月1日公開[47]） - ラーメンOZAWA 仁（元・極道）
- ねばぎば 新世界（2021年） - 代漸寅吉
- 野球部に花束を（2022年8月11日公開）- 高校球児（主将）[48]
- 異動辞令は音楽隊!（2022年8月26日公開） - 謎の男（犯人)
- 劇場版 山崎一門〜日本統一〜（2022年9月23日公開） - 三代目侠和会会長 川谷雄一
- 空のない世界から（2022年10月21日公開、ライツキューブ） - 強面オーナー[49][50]
- 小沢仁志還暦記念アクション映画『BAD CITY』（2022年12月9日福岡先行公開、2023年1月20日公開） - 主演・虎田誠 / 製作総指揮
- ランサム（2023年7月21日） - 日本暗黒街のボス 金山省吾
- ミニシアター応援映画『銀幕彩日 A Theater with a View』
- 室井慎次 敗れざる者（2024年10月11日）[51] - 石津百男（牧場経営）
- 室井慎次 生き続ける者（2024年11月15日）[52] - 石津百男（牧場経営）
- 法廷の死神 第1章（2025年8月15日） - 主演・四神昇（弁護士）[53]
- スペシャルズ（2026年春公開予定） - 村雨（元ヤクザ） 役[54]

### Vシネマ
- ベレッタM92F 凶弾（1990年11月、東映ビデオ） - 安田組チンピラ 金子
- 獣のように（1990年、東映ビデオ）
- THE WHOLE DISTANCE 走破!〜男たちの熱き道程〜（1991年、にっかつ） - 主演・島岡匠
- 愛という名の銃弾（1993年、ジャパンホームビデオ） - 刑事
- 監禁逃亡 異常性欲のはてに（1995年、ジャパンホームビデオ） - 藤川幹雄
- 日本極道史 血に染まりし代紋（1994年、SHSプロジェクト） - 阿久津連合兵藤組若頭補佐 桂木
- ワイルドビート〜裏切りの鎮魂歌〜（1994年、ジャパンホームビデオ） - 主演・バンク
- 用心坊 極道狩り（1994年、東映ビデオ）
- DOG TAG（1997年、徳間ジャパンコミュニケーションズ）
- 喧嘩組 シリーズ（1998年、ケイエスエス） - 主演・室町一毅
  - 血染めの代紋 喧嘩組（1998年）
  - 香港黒社会 喧嘩組（1999年）
- 熱血!二代目商店街（1999年、日活） - 木下源太郎（花屋）
  - 熱血!二代目商店街 爆裂編（2000年） - 木下源太郎（花屋）
- パチプロ覇王（2000年） - 冴木周一（大手パチンコ店「ゴールドラッシュ」）
- 錆れた絆（1999年、J-PRESIDENT）
- 野望の軍団（1999年、ミュージアム） - 京橋警察署 刑事
- 新極道伝説 三匹の竜（1999年、東映ビデオ） - 王恵生（台湾人ヒットマン）
  - 新極道伝説 三匹の竜2（2000年）
- 日本極道史 誇り高き戦い（1999年、タキ・コーポレーション） - 堂本組若頭 黒沢光輝
- 日本極道史 仁義絶叫3 仁義関東嵐（1999年、シネマパラダイス）- 米沢組組長 米沢瑛
- パチスロ水滸伝 勝負師の絶縁状（2000年、大映） - 主演・広沢龍二
- 日本極道史 龍神三兄弟（2000年、ミュージアム） - 浅野組若頭 剣持京一
- DOG FIGHT 野良犬たちの挽歌（2000年、東映ビデオ）
- 終りなき戦い（2000年、ミュージアム） - 若頭
- 広島やくざ戦争 シリーズ（2000年-2002年、ミュージアム）全4作
  - 実録・広島やくざ戦争（2000年） - 主演・山岡久（ジャックナイフの久→愚連隊→岡島組服田組組員→山城組服田組若頭）
  - 広島やくざ戦争 完結編（2000年） - 主演・二代目共雄会理事長服田組若頭 山岡久（→二代目共雄会理事長兼会長代行服田組若頭→三代目共雄会会長）
  - 続・広島やくざ戦争 流血!第三次抗争勃発!（2001年） - 主演・三代目共雄会会長 山岡久
  - 新・広島やくざ戦争 武闘派列伝 伝説の広島極道 山上功治の生涯（2002年） - 主演・山上功治
- 実録・絶縁（2001年、ミュージアム） - 三代目山王会筆頭若頭補佐 谷健組組長 谷岡健三
- 湘南爆走族（2001年 - 2002年、カレス・コミュニケーションズ） - 茂岡義重
- 錬金の帝王（2001年、東映ビデオ） - 主演・田部邦彦
- 悲しきヒットマン 蒼き狼（2001年） - 山東会若頭 沢田
- BROS. 流血の絆（2001年） - 主演・極東会 土門武士
- 女雀龍伝2 流血編（2002年）※友情出演
- 首領の女 全3作（2002年、ミュージアム） - 藤堂組 朽木秀治 / 原案：OZAWA
  - 首領の女（2002年1月） - 坂口組藤堂組四代目桐野組若頭
  - 首領の女2（2002年6月） - 坂口組藤堂組四代目桐野組組長代行
  - 首領の女3（2002年11月） - 坂口組藤堂組五代目桐野組若頭
- あ・キレた刑事（2001年、東映ビデオ） - 主演・横浜新港署 刑事 黒木三郎
- 実録外伝 ゾンビ極道（2001年） - 主演・鳴尾隆二
- オーバーレブ!（2001年、カレス・コミュニケーションズ） - 袖ヶ崎ドライビングスクール 教官（※特別出演）
- 日本抗争烈島 牙の如く（2001年） - 明神喜一郎
- 示談屋 竜次（2002年）
- 極道ジハード 〜聖戦〜（2002年・2003年）
- 極道抗争勃発 東京（2002年）- 六月夕起
- 実録・柳川組 大阪戦争百人斬り（2002年） - 西成 鬼龍会会長 葛西哲郎（※友情出演）
- 実録・九州やくざ抗争史 LB熊本刑務所 vol.3 侠友よ（2002年） - 大谷一家代貸 竹崎圭太
- 危険をかう男（2002年、ケイエスエス） - 主演・暴力団員 城島
  - 危険をかう男2（2002年、ケイエスエス） - 主演・殺し屋 城島
- 大脱獄（2002年） - 主演・北原（囚人）
- 北の狼（2002年） - 主演・木崎竜二
- 実録・沖縄やくざ戦争 いくさ世(ゆ)30年（2002年・2003年、プレイビル・ドーダサービス） - 主演・又吉世喜 / 監督：OZAWA
  - 実録・沖縄やくざ戦争 いくさ世(ゆ)30年・抗争勃発編（2002年）
  - 実録・沖縄やくざ戦争2 いくさ世(ゆ)30年・抗争激化編（2003年）
  - 実録・沖縄やくざ戦争3 いくさ世(ゆ)30年・抗争終結編（2003年）
- 極道恐怖大劇場 牛頭 GOZU（2003年、オフィスアスク）
- 実録・義戦 初代侠道会々長 森田幸吉伝（2002年） - 堀正夫 ※友情出演
- 実録・義戦 高松ヤクザ戦争（2003年） - 太政官組員 村野彰（のちの村野組組長）
- 昭和博徒伝（2003年）- 銀崎
- 実録・竹中正久の生涯 荒らぶる獅子（2003年、GPミュージアム） - 主演・竹中正久
- 実録・名古屋やくざ戦争 統一への道 シリーズ（2003年、GPミュージアム） 全4作 - 山王会直参城道会会長 仁笠剛
  - 実録・名古屋やくざ戦争 統一への道1・2（2003年） - 山王会城田組若頭 仁笠興業組長
  - 実録・名古屋やくざ戦争 統一への道3・完結編（2004年） - 山王会直参城道会会長
- 真説 人間魚雷 極悪仁義（2003年） - 主演・烈次
- 岸和田少年愚連隊 カオルちゃん最強伝説 番長足球（2003年） - 金田（※友情出演）
- 修羅の血（2004年） - 謎の男の兄
- 鉄(くろがね) 極道・高山登久太郎の軌跡（2004年） - 主演・四代目大津会会長 高山登久太郎
- 新・日本の首領（2004年、GPミュージアム） - 大阪府警堺西署暴対本部刑事 本間忠
- 極道甲子園（2004年） - 熊沢組長
- 略奪 マネークラッシュ（2004年） - 関東任侠会 須藤（※特別出演）
- 鉄砲玉、弾ンだ（2004年） - 主演・小池清
- 実録・東組抗争史 閻魔の微笑（2004年） - 東組 東勇（→東組清勇会会長）
- 修羅の門（2004年）全2作 - 主演・二代目大政組尾形組 村田龍治
- 総長賭博（2004年） - 主演・四代目平山組系風間組若頭 熊谷
- 武闘派極道史竹中組 組長邸襲撃事件（2005年） - 林
- マル暴 組織犯罪対策本部捜査四課（2005年、GPミュージアム）全5作 - 主演・新宿中央署 暴力団対策チーム四課 刑事 熊田
- 桜の代紋 血の報酬（2005年、東映ビデオ） - ギル鮫島（関東連心会に雇われたプロのヒットマン）
- 無比人（2005年）（※友情出演）
- 海賊仁義（2005年、GPミュージアム） - 主演・矢吹（荒巻組若頭）
- 首領がゆく シリーズ（2006年） - 熊田宗治
  - 首領がゆく（2006年） - 本庁 刑事 熊田宗治（※特別出演）
  - 首領がゆく2（2006年） - 大阪府警暴力団対策本部 熊田宗治 警部（※特別出演）
- 実録・東海道抗争 白と黒（2006年） - 四代目山賀組組長 武内一将（※友情出演）
- 実録・新選組 シリーズ（2006年、GPミュージアム） - 主演・近藤勇
- 実録・東声会 初代・町井久之 暗黒の首領（2006年）全2作 - 主演・町井久之
  - 実録・東声会 初代・町井久之 暗黒の首領（2006年） - 町井一家総長
  - 実録・東声会 初代・町井久之 暗黒の首領 完結篇（2006年） - 東声会会長
- 極道の紋章（2007年、2010年-2013年）
  - 極道の紋章1（2007年） - 十三 堀田一家 沢村組組長 沢村真治
  - 極道の紋章11-20（2010年-2013年） - 関東睦会理事長 弘和会会長 桐生健介
- 闇金の帝王（2007年） - 主演・南無玄乃介
- 極道な月（2007年） - 前島（金貸し）
- 悪党ジョーカー（2007年、AMG Entertainment） - 主演・ジョーカー
  - 悪党ジョーカーVOL.2 現金に体を張れ!（2007年） - 主演・ジョーカー
- 平成清水一家（2007年） - 森の石松
- 組長×射殺 敵を狩れ（2007年） - 主演・鴫野組組員 城島渉
- 組長×射殺 首領を撃て!（2007年） - 日本誠會初代会長 吉村勝一（※友情出演）
- 実録・手打ち破り（2007年） - 正和会加茂組内橋爪組若頭 江畑祐市（※友情出演）
- ビジネスマン必勝講座 ヤクザに学ぶ シリーズ（2007年 - 2008年） - ナビゲーター（「カリスマ性」のみO親分の二役）
  - ヤクザに学ぶ交渉術（2007年5月25日）
  - ヤクザに学ぶ指導力（2007年7月25日）
  - ヤクザに学ぶ経済戦術（2007年11月25日）
  - ヤクザに学ぶカリスマ性（2008年2月25日） - O親分
- 大阪やくざ戦争 誤爆の代償（2007年） - 東京のフリーライター（※友情出演）
- 外道の群れ 流血の鎮魂歌（2007年） - 医師（※友情出演）
- トンパチ（2008年） - 笠原（プロデューサー）
- 修羅之魂（2008年）全2作 - 主演
  - 修羅之魂 侠客立志編（2008年7月） - 井之上孝彦
  - 修羅之魂 激動渡世編（2008年9月） - 稲澤会横須田一家井之上組組長 井之上孝彦
- 修羅の妻(おんな)たち（2008年）全2作
  - 修羅の妻(おんな)たち 〜射殺者の妻、その愛〜（2008年2月） - 門倉組若頭補佐 佐竹
  - 修羅の妻(おんな)たち 〜鉄砲玉の女〜（2008年4月） - 喫茶店エンジェルのマスター
- 実録・無敵道（2008年） - 主演・「無敵堂」代表 高山幻
- 覇道（2008年）全2作 - 主演・高知 豪誠会会長 中浜勝成
  - 覇道（2008年） - 佐々井組大森組組員→佐々井組大森組若頭豪誠会会長
  - 覇道 完結編（2008年） - 佐々井組若頭豪誠会会長
- 喧嘩の極意 シリーズ（2008年、GPミュージアム）全6作 オダ.ジョー（喫茶店Guppyのマスター、キワコウOB） / 監督：OZAWA
- 首領の野望（2008年） - 工藤組組長 工藤侠
- 恐喝一代記（2008年） - ヤクザ
- 新・首領への道 1-6（2008年-2009年、GPミュージアム）全6作 - 1から4まで主演・大島誠一郎 （5・6主演は虎牙光揮）
  - 新・首領への道1-3（2008年-2009年） - 太刀川組若頭
  - 新・首領への道4（2009年） - 太鶴連合会副会長
  - 新・首領への道5（2009年） - 侠山会カジタニと兄弟分
- 修羅の統一（2009年） - 交番勤務警察官 結城善男
  - 修羅の統一 完結編（2009年） - 品川警察署 暴力犯捜査係主任 巡査部長 結城善男
- 新・鯨道 侠魂（2009年） - 松岡
- 忍術伝 NINJA STAR（2009年） - 小次郎（風魔忍者）（※友情出演）
- 鳳（2009年、原作：週刊漫画ゴラク連載マンガ『鳳』） - 主演・櫻木組若頭代行 鳳一輝
- 蟲極道 蜜団子抗争編（2009年、GPミュージアム）全2作 - カブト組ヒトシ（※声の出演）
- ヤクザ大辞典（2009年） - 吉虎組若頭 サオトメケンジ
- 九州激動の1520日 新・誠への道（2009年） - 二代目雄仁会三代目村富一家渉外委員長 吉沢組組長 吉沢一彦
- 極道の紋章 第十一章 - 完結編（2010年-2013年、オールインエンタテインメント） - 関東睦会幹事長 弘和会会長 桐生健介
- 死神の刃（2010年） - 若頭 鬼島
- 桜塚やっくんの宇宙極道戦争（2010年） - クマのぬいぐるみの声（極道星からやってきた宇宙人ゴク）
- 捜査線 LINE OVER（2010年） - 元警官 芹沢亮二
- 殺しの挽歌（2010年） - 主演・稲原吾郎（後の稲原組初代組長）
- 破門（2010年） - 主演・矢島組若頭代行 長田猛 / 共同企画：OZAWA
- 跡目奪還（2011年） - 主演・神園一家矢車組若頭 永森
- 極秘潜入捜査官D.D.T.（2011年）全2作 - 主演・台場虎之進
- この男たち、凶暴にて（2011年）全2作 - 主演・ある男
- 天獄の島（2011年）全2作 - 主演・御子柴鋭
- 大阪風紀委員会（2011年） - 主演・那美組若頭 五十嵐
- 修羅の覇道1,2（2011年） - 七代目山鬼組若頭 二代目滝崎組組長 丹波幸紀
- 実録・侠魂（2011年） - 三代目山神組直参 武田組組長 武田勝正
- アウトローズ（2011年）
- リベンジ〜血の報復〜（2011年） - 主演・玉城
- 堕悪 〜DARK〜（2011年） - 主演・犬飼圭司（生活安全課 警部補 刑事）
- 新・野望の軍団 第一部（2011年） - ヤクザ
  - 新・野望の軍団 第三部（2011年） - 陣場組若頭 皆川誠太郎
- 大脱走（2012年） - 主演・北原（囚人）
- 抗争の黙示録（2012年） - 五代目山神組三代目神健会最高幹部 鬼塚組組長 鬼塚晋一
- スクランブル 〜抗争の死角〜（2012年） - 昇竜会 藤木
- 新宿狼(ウルフ)（2012年） - 主演・吉野正利
- 首領の道（2012年-2015年、オールインエンタテインメント）- 主演・連城恭次
  - 首領の道 2 - 完結編（2012年-2015年、オールインエンタテインメント）全15作 - 主演・三代目連城組組長 連城恭次(二代目の次男、ハマの狂犬)
    - 首領の道Season2（2015年、オールインエンタテインメント）全2作 - 主演・安藤彬
    - 首領の道Season2 vol.2（2016年、オールインエンタテインメント） - 主演・錦絲会若頭 安藤彬
- 阿修羅への道（2012年、オールインエンタテインメント） - 新宿北署の刑事 兵頭大輔
  - 阿修羅への道 完結編（2012年、オールインエンタテインメント）
- 修羅の宿命 完結編（2012年、オールインエンタテインメント） - 吉岡組 立花
- 傷だらけの侠達（2012年） - 主演・山賀組系浜誠組 岡中弘一
- 仁義の聖戦 ジャックナイフ（2012年） - 木元組組長代行 箕島
- 修羅の花道2（2012年） - 錦政会横須賀一家総長代行 宮友廣志
- 汚れた紋章（2013年、オールインエンタテインメント） - 歌川（刑事）
- 赤と鉄〜再生倶楽部(RE-BORN CLUB)〜（2013年、オールインエンタテインメント）
- Scramble〜抗争の死角〜（2013年、オールインエンタテインメント） - 関東昇竜会 藤木
- ルーザー（2013年、オールインエンタテインメント）全2作 - 岡崎誠（元ヤクザ、鶴田心平の兄貴分）
- 新・喧嘩高校軍団 義士高vs民族高（2013年） - 神奈川民族高等学校 教師（生活指導）
- フラワー（2013年）全2作 - アンマリア（メキシコの殺し屋）
- 孤独の仁義（2013年、オールインエンタテインメント） - 磯谷組幹部（※特別出演）
- 組織暴力 対 官僚（2013年、オールインエンタテインメント） - 経産省 エネルギー資源庁 融資担当官 高千穂雄介
- 修羅の代償（2013年、オールインエンタテインメント） - 主演・マル暴の刑事 坂江
- 血塗れの報復（2013年、オールインエンタテインメント） - 山神組若頭 工藤
- 獅子の復讐（2013年）
- 組長強奪計画（2013年、オールインエンタテインメント）  - スペード / 監督: OZAWA
- 日本統一 1-51（2013年 - 2022年、オールインエンタテインメント） - 侠和会 川谷雄一
  - 日本統一1-3（2013年8月 -12月） - 初代侠和会初代山崎組若頭 初代川谷組組長
  - 日本統一4・5（2014年3月・6月） - 初代侠和会直参 二代目山崎組組長
  - 日本統一6（2014年8月） - 二代目侠和会若頭補佐 二代目山崎組組長
  - 日本統一7-11（2014年10月 - 2015年6月） - 二代目侠和会若頭 二代目山崎組組長
  - 日本統一12-20（2015年8月 - 2017年1月） - 二代目侠和会若頭 三代目山崎組総裁
  - 日本統一21-（2017年3月 - ） - 三代目侠和会会長
- 暴力列島1.2（2013年、オールインエンタテインメント） - 双葉会会長 双葉徳次郎
- 西日本最大の抗争（2014年、オールインエンタテインメント） - 主演・金鵄会磯谷組若頭補佐 田中三兄弟 次男 田中虎次（中西組舎弟頭 田中三兄弟 長男 田中亥作と二役）
- 一族の絆（2014年、オールインエンタテインメント） - 西神（元やくざ）
- 荒ぶる魂の華（2014年、オールインエンタテインメント） - 主演・殺し屋  / 監督・脚本：OZAWA
- 日本やくざ抗争史（2014年-2015年、オールインエンタテインメント）
  - 日本やくざ抗争史　関東城北戦争（2014年10月3日） - 主演・巨堂会義勇会会長 児玉義一
  - 日本やくざ抗争史 絶縁 第一章（2014年11月7日） - 丹波組若頭 牛窪謙三
  - 日本やくざ抗争史 絶縁 第二章（2014年11月7日） - 丹波組若頭 牛窪謙三
  - 日本やくざ抗争史 首領襲撃（2014年12月5日） - 主演・松岡組系大日本義勇団 成瀬清
  - 日本やくざ抗争史 巨大組織分裂（2015年1月2日） - 丹波組組長 竹本一久
  - 日本やくざ抗争史 広島抗争（2015年3月6日） - 主演・不良→岡庭組福原組組員 田山仁
  - 日本やくざ抗争史 広島抗争2（2015年4月3日） - 主演・岡庭組福原組組員→二代目鳳政会理事長→三代目鳳政会会長 田山仁
  - 日本やくざ抗争史 殺しの軍団 第一章（2015年10月2日） - 主演・林田組組長 林田義一
  - 日本やくざ抗争史 殺しの軍団 第二章（2015年12月4日） - 主演・林田組組長 林田義一
- 関東極道連合会 第一章 第二章（2015年、オールインエンタテインメント） - 龍成会会長 地井忠久
- 修羅の分裂（2015年）全2作 - 主演・西山会三代目信州一家総長 福本重幸
- 三代目代行3.4.5（2015年、オールインエンタテインメント） - 神奈川県警捜査二課係長 理崎
- 代紋を捨てた男（2015年、オールインエンタテインメント） - 鮫島(道具屋)
- 制覇1-20（2015年-2019年、オールインエンタテインメント）全20作 - 主演・難波組二代目新道会会長 武田信八
- 若頭暗殺（2015年、オールインエンタテインメント） - 近江組若頭 和崎組組長 和崎
- 裏社会の男たち 第一章 - 最終章（2015年-2016年、オールインエンタテインメント）全6作 - 主演・W.R.C理事長 梅原 / 監督・企画・脚本：OZAWA
- レジェンド 最凶覚醒1,2（2015年） - シンゴ（OB）
- 九州極道戦争1.2（2016年、オールインエンタテインメント） - 主演・山南組組長 鷹丘正信
- 新・日本の首領4.5.6.7.8 完結編（2016年、オールインエンタテインメント） - 堺西署交通課 本間忠
- CONFLICT 〜最大の抗争〜 第1章 - 第8章（2016年-2019年 、オールインエンタテインメント） - 主演・天道会 鷲尾組組長 鷲尾一馬
- 欲望の代償1.2（2016年、オールインエンタテインメント）全2作 - 関東侠仁会戸越組組長 戸越龍玄
- 狂犬と呼ばれた男たち シリーズ（2017年） - 三代目東郷組組長 辰巳悠悟
  - 狂犬と呼ばれた男たち カリスマヤクザ（2017年1月）
  - 狂犬と呼ばれた男たち 外道ヤクザ（2017年4月）
  - 狂犬と呼ばれた男たち 大阪ヤクザ戦争（2017年6月）
- 極道黙示録（2017年） - 堂念組若頭 土方組組長 土方頼則
- 哀しき抗争（2017年） - 所轄署 組対四課 刑事 毛利高広
- 首都抗争（2017年） - 天満会若頭 加藤組組長 加藤堯之
- 我王伝（2018年） - 二代目神代組相談役 渡辺大地
- ギャングシティ 大阪黙示録（2018年）全2作 - 藤政組若頭 花城
- 組長への道 狼の逆襲（2018年）全2作 - 神竜会黒崎組組長 黒崎
- 大激突 果てなき抗争（2018年） - 殺し屋
- 孤高の叫び（2018年） - 大宮組組長 北浜修治（※特別出演）
- 漆黒の男たち（2018年）全2作 - 竹宮連合若頭 島本克人（※特別出演）
- 極道天下布武 第一幕 - 第五幕（2018年、オールインエンタテインメント）全5作 - 主演・織木組若頭補佐 信長組組長 織木信長（信秀の長男）
- 疵と掟3・4・5（2019年） - ジャズクラブのマスター 新海祐治（安斉組組長安西尊の企業舎弟）
- 組長への道 獅子の野望（2019年） - 神竜会黒崎組組長 黒崎
- GOKU・OH 極王 1-6（2019年 - 2020年） - 三代目阪田組若頭 川路組組長 川路幸弘
- キングダム 〜首領になった男〜1-6（2019年 - 2020年） - 二代目虎牙一家総長 梶英俊
- 日本抗争烈島 三極志1,2（2019年） - 清武組若頭 半澤欣二
- KYOTO BLACK（2019年） - 足利会黒松会会長 黒松一郎 / カトリーヌ（伝説のママ）（二役）
  - KYOTO BLACK 白い悪魔（2019年10月）
  - KYOTO BLACK 紅い女（2019年11月）
- CONFLICT 〜最大の抗争〜 外伝 織田征仁1,2（2019年） - 天道会若頭補佐 鷲尾組組長 鷲尾一馬
- 日本極道戦争（2019年 - 2021年、オールインエンタテインメント）全12作 - 主演・神征会若頭補佐 相馬組組長 相馬仁
- 日本統一外伝〜山崎一門〜1,2（2020年、ライツキューブ） - 三代目侠和会会長 川谷雄一
- 権力の階段 〜総理への道〜1,2,3（2020年） - 衆議院議員 谷川雄一（与党 日本共和党、党内最大派閥貞観会所属）

他多数

### 配信
- 連続ドラマ『猫とみちおさん』（2018年3月、スマホ向け短尺縦型エンタメ動画サービス「30(サーティー)」） - 主演・暴力団若頭 井原道夫
- 『ブロスタ』ブランデッドムービー Vシネ風ショートフィルム『三人の復讐者』（2019年10月、YouTube、三池崇史監督）
  - エピソード1「バズーカの復讐」
  - エピソード5(フィナーレ)「復讐は蜜の味」
- 川谷雄一 〜日本統一外伝〜（2019年10月『日本統一』初スピンオフ Rakuten TV独占先行配信 全5話） - 侠和会山崎組若頭 川谷組組長 川谷雄一
- 列島制覇 非道のうさぎ（2021年4月16日からU-NEXT先行配信、全8話[55]） - 主演・宇佐木林太郎（非道のうさぎ）

### テレビ・バラエティ他
- ダウンタウンDX（2006年11月16日、2007年5月17日、2016年6月9日、2019年1月10日、2020年9月17日、2023年5月25日・9月14日、読売テレビ）
- 雨上がりの追っかけ〜（2007年、TBS） - 専務
- さんまのSUPERからくりTV(2008年、TBS)
- ぜんぶウソ（2009年、日本テレビ）
- 鶴瓶のスジナシ!（2011年7月28日、CBC）
- ぶらぶらサタデー（2013年11月23日　フジテレビ）
- アバケン5（2014年8月26日、フジテレビ）
- 内村とザワつく夜（2014年9月2日、TBS）
- 櫻井有吉アブナイ夜会（2014年 TBS）
- 踊る!さんま御殿!!（2014年・2016年、日本テレビ）
- VS嵐（2016年6月30日、フジテレビ）
- 特盛!よしもと 今田・八光のおしゃべりジャングル（2016年7月9日、読売テレビ）
- A-Studio（2016年、TBS）
- アト★ガマ（2016年9月24日、関西テレビ）
- 哀川翔のオトナ倶楽部（2014年 - 、CSファミリー劇場）第27回,第52回,第72回（BSスカパー第1回2019年4月5日）
- みんなの家庭の医学（2016年12月20日、朝日放送）
- 有吉反省会（2013年4月14日、2014年3月31日、2015年10月31日、2016年8月7日、2017年6月17日・9月30日、2018年10月13日・27日、2019年2月16日・6月26日、2020年5月23日、日本テレビ） - 不定期出演
- ボクらの時代 哀川翔×小沢仁志×中野英雄（2014年11月2日、フジテレビ）
- 駆け込みドクター!運命を変える健康診断（2015年10月18日、TBS）
- ニノさん（2017年3月26日、日本テレビ）
- 爆笑!質問バラエティ ドラゴンクエスチョン（2017年3月30日、読売テレビ）
- 笑×演（2017年5月17日、テレビ朝日）
- ダウンタウンのガキの使いやあらへんで!（2017年4月23日、日本テレビ）
- 極上空間（2018年9月8日、BS朝日）
- 欲望の塊（2019年1月8日[56] - 3月27日、TOKYO-MX） - 総帥 ※レギュラー
- じっくり聞いタロウ〜スター近況（秘）報告〜（2019年4月19日、テレビ東京）
- 関ジャニ∞のジャニ勉（2019年5月22日、関西テレビ）
- JUN×JUN　純烈　予測不能！チャレンジSP（2019年7月10日、BS11）
- 変装かくれんぼ ハイド&シーク（2019年10月5日、2020年1月31日・3月20日、TBS)
- ダラケ! 〜お金を払ってでも見たいクイズ〜「Vシネマ監督ダラケ」（2020年2月24日初回放送分、BSスカパー）「帝王!小沢仁志伝説クイズ」出題者
- クイズ!脳ベルSHOW（2020年3月30日・31日・4月3日、BSフジ） - ゲスト
- 有吉×巨人（2020年4月15日・26日、日本テレビ）

他多数

### 料理番組
- 天下糖一 砂糖の妖精 初の料理番組「小沢仁志の極甘道クッキング」（2020年、JA北海道、YouTube）
  - 鮭のちゃんちゃん焼きジャム
  - 世界一の辛さに耐えよ
  - 宇宙一甘いお菓子作り

### CM
- Web CM 天下糖一 小沢仁志のシュガーポットドッキリ（2019年、JAグループ北海道）[57] - 砂糖の妖精・小沢仁志[58][59]
  - WebCM 3バージョン
  - 北海道地区限定で予告編をTVCM
- Web CM 海洋散骨サービス「おもいやり散骨」小沢仁志×おもいやり散骨（2020年、株式会社クレディア）
- Web CM 海洋散骨サービス「おもいやり散骨」（2021年、株式会社クレディア）WebCM 3バージョン 監督・脚本：OZAWA[60]
  - 海洋散骨サービス「おもいやり散骨」終活篇
  - 海洋散骨サービス「おもいやり散骨」海洋散骨篇
  - 海洋散骨サービス「おもいやり散骨」仏壇処分篇
- Web CM MARS スニッカーズ「PEANUT BOY篇」（2023年） - ONI（鬼）[61][62]
  - 6秒 Version
  - 30秒 Version

### インターネット放送
- 顔面暴力小沢仁志のきわめ道（2009年6月24日 - 2009年8月、GyaOジョッキー）
- 笑売寺（Bee TV）
- 自分ギリギリやで!!（2009年12月18日、ニコニコ生放送）
- ケンコバの勝手に卒業式（2014年　BeeTV）
- 戦闘車（2017年10月6日 - 27日、Amazonプライム・ビデオ）

他多数

### テレビゲーム
- 龍が如く0 誓いの場所（2015年、セガ） - 久瀬大作
- 龍が如く 維新! 極（2023年、セガ） - 伊東甲子太郎[63]

### ミュージックビデオ
- sunbrain「wishmen」（2005年）
- P.IDL「HELLO ! HALLOWEEN !」（2016年）

### CD
- YAKUZA VOICE ＆ SOUND 小沢兄弟（2002年、KAERU CAFE / 協力（台詞、写真）：GPミュージアム）サンプリング音源

## 監督 / プロデュース / 原案 / 企画 / 脚本 作品

### 小沢仁志 名義
プロデュース
- SCORE（1995年12月11日劇場公開、主演：小沢仁志）共同プロデュース

監督
- 殺し屋&嘘つき娘（1997年8月30日劇場公開、主演：小沢仁志）製作・監督・脚本 / 小沢仁志監督第1回作品
- くノ一忍法帖 柳生外伝（1998年7月11日劇場公開、主演：小沢仁志）監督・共同脚本

### OZAWA 名義
監督
- SCORE2 THE BIG FIGHT（1999年10月30日劇場公開、主演：小沢仁志）製作・監督・脚本・編集 / OZAWA監督第1回作品
- デコトラ外伝 男人生夢一路（2000年、主演：菅原加織）監督・共同脚本
- 大阪裏稼業列伝 ナニワの虎 シリーズ（2002年、原案：青木雄二、主演：小沢仁志）監督・共同脚本
  - 大阪裏稼業列伝 ナニワの虎（2002年2月8日）
  - 大阪裏稼業列伝 ナニワの虎2（2002年4月5日）
- 龍虎兄弟（2002年11月30日劇場公開、主演：哀川翔）監督・共同脚本
- 実録・沖縄やくざ戦争 いくさ世(ゆ)30年 シリーズ（2002年・2003年、主演：小沢仁志）全3作
  - 実録・沖縄やくざ戦争 いくさ世(ゆ)30年 抗争勃発編（2002年12月25日）
  - 実録・沖縄やくざ戦争 いくさ世(ゆ)30年 vol.2 抗争激化編（2003年2月25日）
  - 実録・沖縄やくざ戦争 いくさ世(ゆ)30年 vol.3 抗争終結編（2003年5月25日）
- 最も危険な刑事(デカ)まつり「私は、キティ刑事」（2003年5月24日劇場公開、主演：鈴木砂羽）監督・共同脚本
- 闇武者（2004年、主演：塩谷智司）監督・共同脚本
- (暴) 組織犯罪対策部捜査四課 シリーズ（2005年 - 2006年、主演：小沢仁志）全5作 監督
  - (暴)組織犯罪対策部捜査四課 通称“マルボー”（2005年9月）共同脚本
  - (暴)組織犯罪対策部捜査四課 通称“マルボー”2（2005年12月）共同脚本
  - (暴)組織犯罪対策部捜査四課 通称“マルボー”3（2006年3月）共同脚本
  - (暴)組織犯罪対策部捜査四課 通称“マルボー”4 無差別テロ（2006年7月）脚本
  - (暴)組織犯罪対策部捜査四課 通称“マルボー”FINAL 首都消滅!?（2006年10月）脚本
- インモラル 〜凍える死体〜（2008年6月21日劇場公開、主演：吉野紗香）監督・脚本
- 喧嘩の極意 シリーズ（2008年 - 2010年、主演：小笠原大晃）全6作 監督
  - 喧嘩の極意（2008年11月）共同脚本
  - 喧嘩の極意2（2009年1月）共同脚本
  - 喧嘩の極意3（2009年4月）共同脚本
  - 喧嘩の極意4（2009年7月）共同脚本
  - 喧嘩の極意5（2009年12月）脚本
  - 喧嘩の極意6（2010年2月）共同脚本
- 新・闇武者 魔道封印（2010年、主演：塩谷智司）監督・脚本
- この男たち、凶暴にて。（2011年、主演：小沢仁志）監督・脚本
  - この男たち、凶暴にて。第二章（2011年、主演：小沢仁志）監督・脚本
- 新宿狼（2012年、主演：小沢仁志）アクション監督
- 組長強奪計画（2013年、主演：小沢仁志）監督・脚本
- 二代目はニューハーフ（2013年5月25日劇場公開、主演：小沢仁志）監督・企画・脚本
- 荒ぶる魂の華（2014年、主演：小沢仁志）監督・企画・脚本
- 裏社会の男たち シリーズ（2015年 - 2016年、主演：小沢仁志）全6作 監督・企画・脚本
  - 裏社会の男たち 第一章（2015年11月）
  - 裏社会の男たち 第二章（2016年1月）
  - 裏社会の男たち 第三章（2016年3月）
  - 裏社会の男たち 第四章（2016年5月）
  - 裏社会の男たち 第五章（2016年7月）
  - 裏社会の男たち 最終章（2016年10月）
- 闇の法執行人 第4～6話（2017年9月、J:COMプレミアチャンネル、主演：竹内力）

プロデュース
- 実録・東組抗争史 閻魔の微笑（2004年、主演：白竜）共同プロデュース

原案
- 首領の女 シリーズ（2002年、主演：中島宏海）全3作 原案・暴行指導
  - 首領の女（2002年1月）
  - 首領の女2（2002年6月）
  - 首領の女3（2002年11月）
- 海賊仁義（2005年、主演：小沢仁志）原案・企画
- リベンジ〜血の報復〜（2011年、主演：小沢仁志）

企画
- 総長賭博（2004年、主演：小沢仁志）
- 武闘派極道史竹中組 組長邸襲撃事件（2005年、主演：風間貢）
- 実録 武闘派極道史 八声会跡目抗争（2006年、主演：岡崎礼）
- 実録 新選組（2006年、主演：小沢仁志）全2作 共同企画
- 大阪やくざ戦争 誤爆の代償（2007年、主演：山口祥行）
- 殺戮の応酬（2007年、主演：松田一三）
- 外道の群れ 流血の鎮魂歌（2007年、主演：高木淳也）
- 実録・手打ち破り（2007年、主演：本宮泰風）
- ツインギャング シリーズ（2007年、主演：与座重理久）全4作
  - ツインギャング（2007年12月）
  - ツインギャング2（2008年2月）
  - ツインギャング3（2008年5月）
  - ツインギャング4（2008年7月）
- 破門（2010年、主演：小沢仁志）共同企画

脚本
- 首領の道11（2014年6月、主演：小沢仁志）
- 日本極道戦争 シリーズ（2020年、主演：小沢仁志）
  - 日本極道戦争 第七章（2020年8月）共同脚本
  - 日本極道戦争 第八章（2020年10月）共同脚本
  - 日本極道戦争 第九章（2021年1月）
  - 日本極道戦争 第十章（2021年3月）
  - 日本極道戦争 第十一章（2021年6月）
  - 日本極道戦争 第十二章（2021年8月）
- BAD CITY（2022年12月9日先行公開、主演：小沢仁志）
- 法廷の死神（2025年、主演：小沢仁志）企画・脚本

製作総指揮
- BAD CITY（2022年12月9日先行公開、主演：小沢仁志）

## 歌
歌唱
- 『FM89.3MHz』挿入歌「新宿夢鴉」（作詞：松村隆司 / 作曲：朝枝有 / 唄：工藤準次）DVD『FM89.3 MHz』初回封入特典非売品CD
- 『日本極道戦争12』主題歌：「ホトトギス」（作詞：吉田由一 / 作曲：吉田由一・入江ケースケ / 歌：OZAWA＆Electric Dragon）音源未リリース

作詞
- 『日本極道戦争11・12』主題歌：「わ・た・し」（作詞：OZAWA / 作曲・編曲：O.K? / 歌：川上奈々美）音源未リリース

## 書籍
共著
- 白竜との共著『顔で語るか、背中で語るか。』（2016年、発行元：東京ニュース通信社 / 発売元：徳間書店）ISBN 978-4-19-864906-7
2017年3月18日（14:00～）に書泉ブックタワーで発売記念小沢仁志サイン会が行われた。

単著
- 『波乱を愛す』（2025年7月30日、KADOKAWA）[64][65]
2025年8月3日、60名限定 小沢仁志『波乱を愛す』刊行記念 トークショー＆サイン、握手、写真撮影会（角川第1本社ビル・2Fホール）[66][67]

## 連載
- 小沢アニキの人生相談[68]（ドカント.com 第1回2017年3月16日[69] - 第70回2023年2月16日[70]）

## プロデュース

### サングラス
- 999.9 アイウェアブランド『OZAWA SPECIAL』（2021年）3種類 各3色展開（うち2種類は2サイズ展開）
フォーナインズが、タレントの眼鏡ブランドを手掛けるのは初[71]。
2021年3月17日～3月31日まで伊勢丹新宿店 メンズ館8F イセタンメンズ レジデンスで期間限定ショップを展開[72]。

## イメージモデル
株式会社クレディア 海洋散骨サービス「おもいやり散骨」イメージモデル（2020年、2021年）

## 始球式
- 2017年9月20日 神宮球場 東京ヤクルトスワローズ×中日ドラゴンズ戦[74]
- 2022年8月3日 神宮球場 東京ヤクルトスワローズ×中日ドラゴンズ戦[75][76][77][78][79][80][81][82]
- 2022年9月11日 横浜スタジアム 横浜DeNAベイスターズ×東京ヤクルトスワローズ戦[83][84][85][86][87][88][89][90]